# 검색 엔진 색인
검색 엔진 색인 또는 검색 엔진 인덱싱(Search engine indexing)은 빠르고 정확한 정보 검색을 촉진하기 위해 데이터를 수집, 구문 분석 및 저장하는 것이다. 인덱스 디자인은 언어학, 인지 심리학, 수학, 정보학, 컴퓨터 과학의 학제간 개념을 통합한다. 인터넷에서 웹 페이지를 찾도록 설계된 검색 엔진의 맥락에서 프로세스의 다른 이름은 웹 인덱싱이다.
인기 있는 검색 엔진은 온라인, 자연어 문서의 전문 색인화에 중점을 둔다. 사진, 비디오, 오디오, 그래픽과 같은 미디어 유형도 검색 가능하다.
메타 검색 엔진은 다른 서비스의 인덱스를 재사용하고 로컬 인덱스를 저장하지 않는 반면, 캐시 기반 검색 엔진은 말뭉치와 함께 인덱스를 영구적으로 저장한다. 전문 인덱스와 달리 부분 텍스트 서비스는 인덱스 크기를 줄이기 위해 인덱스 깊이를 제한한다. 대규모 서비스는 일반적으로 필요한 시간과 처리 비용으로 인해 미리 결정된 시간 간격으로 인덱싱을 수행하는 반면 에이전트 기반 검색 엔진은 실시간으로 인덱싱한다.

## 같이 보기
- 인덱스 (데이터베이스)
- 전문 검색
- 사이트맵
- 정보문해